# Палурі
Палурі (груз. პალური) — село в Грузії.
За даними перепису населення 2014 року в селі проживає 439 осіб.